# Isotomodes productus
Isotomodes productus is een springstaartensoort uit de familie van de Isotomidae. De wetenschappelijke naam van de soort is voor het eerst geldig gepubliceerd in 1906 door Axelson.